# 마리아 안토니아 폰 외스터라이히 여대공

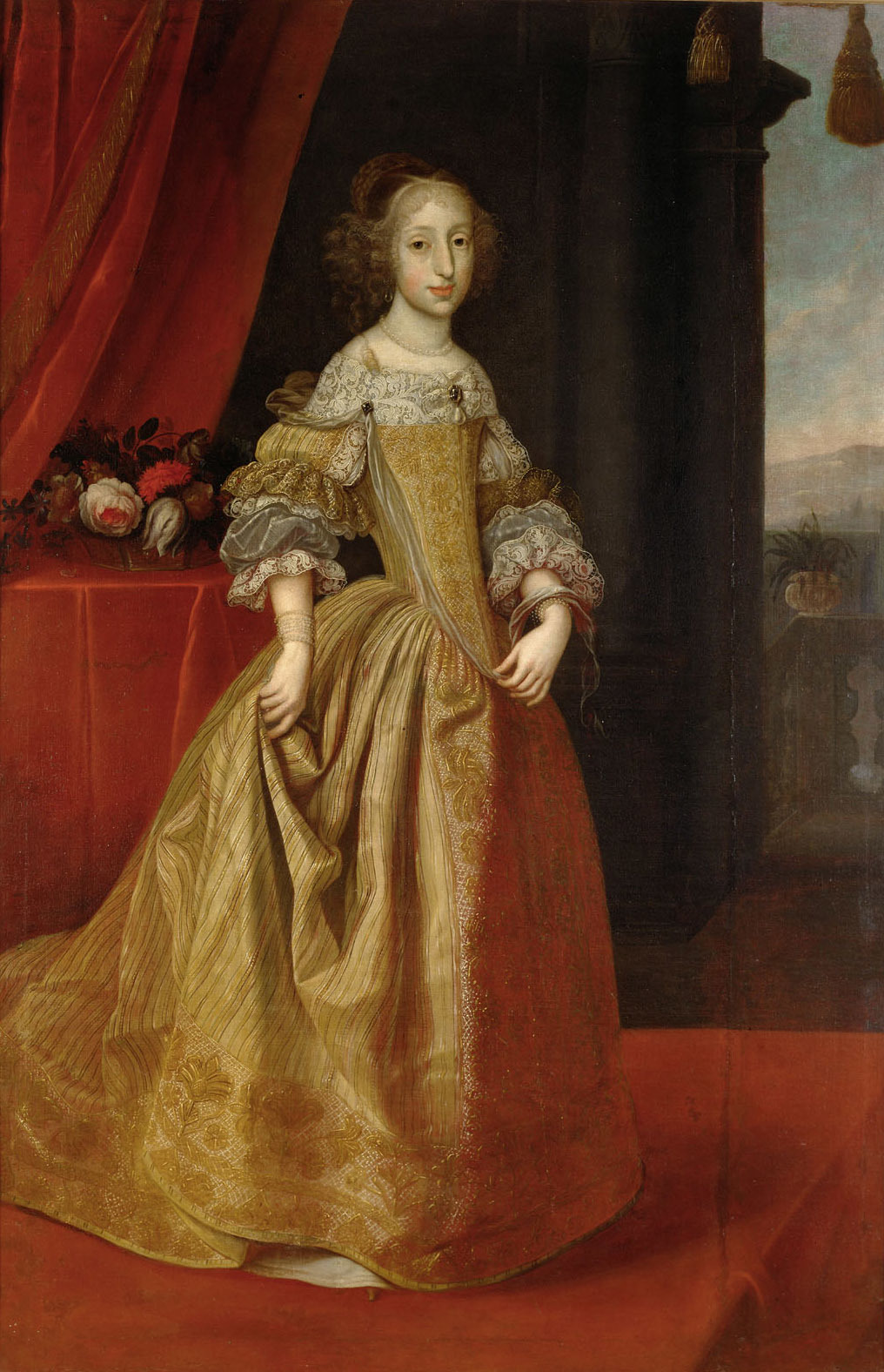
마리아 안토니아

오스트리아의 마리아 안토니아(Maria Antonia von Österreich, 1669년 1월 18일 ~ 1692년 12월 24일)는 바이에른의 선제후 막시밀리안 2세 에마누엘의 첫 번째 아내이다. 레오폴트 1세의 장녀로, 모친은 펠리페 4세의 딸 스페인의 마르가리타 테레사이다. 그녀의 부모는 숙부와 조카딸 사이였고, 외조부모 또한 숙부와 조카딸 사이였다. 이러한 합스부르크 왕가의 근친 결혼의 영향으로, 마리아 안토니아는 마르가리타 테레사가 낳은 네 명의 아이들 중 유일하게 성인이 될 때까지 살아남은 자식이었다. 그러나 마리아 안토니아가 낳은 아이들은 태어나자마자 죽거나 성인이 되기 전에 요절했고, 마리아 안토니아 또한 마지막 아들 바이에른 공작 요제프 페르디난트를 낳고 23세의 젊은 나이에 죽었다.